# Fundación Caja Inmaculada
La Fundación Caja Inmaculada es una fundación española con sede en Zaragoza. Es la sucesora de la Caja de Ahorros de la Inmaculada de Aragón, una caja de ahorros cuyo nombre comercial era Caja Inmaculada (CAI). Su actividad consiste en el mantenimiento y difusión del patrimonio y la obra social y cultural de la entidad.
En 2011, Caja Inmaculada segregó su negocio bancario en favor del SIP Caja3, formado junto a Caja Círculo y Caja de Badajoz, el cual fue adquirido por Ibercaja Banco en 2013 y absorbido en 2014.
El 12 de diciembre de 2013, la Asamblea General de Caja Inmaculada aprobó la transformación de la entidad en una fundación de carácter especial. Posteriormente, se transformó en una fundación ordinaria.
Tras la adquisición de Caja3 por Ibercaja Banco, los accionistas de Caja3 (entre ellos, Fundación Caja Inmaculada) pasaron a convertirse en accionistas de Ibercaja Banco. A 31 de diciembre de 2024, la fundación poseía un 4,73% de dicho banco.

## Historia
La CAI fue fundada el 21 de marzo de 1905 por Acción Social Católica de Zaragoza con el nombre de Caja de Ahorros y Préstamos de la Inmaculada Concepción. En sus primeros años funcionó cobrando cuotas fijas a los depositantes y actuando sólo en la ciudad.
Caja Inmaculada, junto a CajaSur y Caja Círculo, fue una de las tres entidades de ahorro españolas fundadas por la Iglesia católica.
Desde 1977 tuvo Asamblea General por imposición legal. A partir de 1981 comenzó su expansión por todo Aragón.

En 2008, poseía 250 oficinas distribuidas principalmente en Aragón (226), aunque también disponía de sucursales en la Comunidad de Madrid, Cataluña, Andalucía, la Comunidad Valenciana, Castilla-La Mancha y La Rioja.

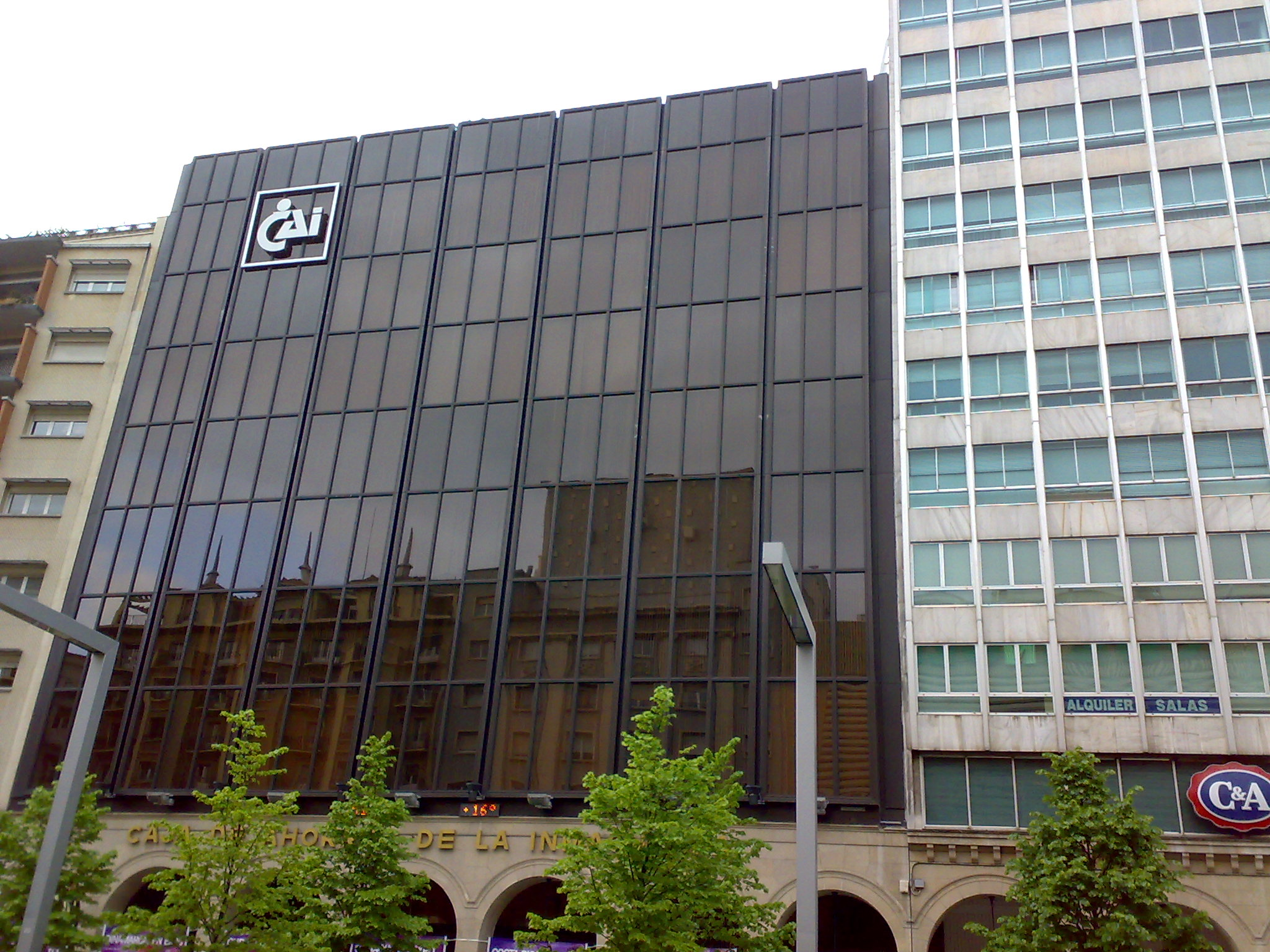
Antigua sede de Caja Inmaculada (CAI) en Zaragoza

En 2009, contaba con 1300 empleados.
El 27 de octubre de 2009, anunció su integración con La Caja de Canarias y Caja Rioja, ratificada por su asamblea general el 15 de diciembre. Sin embargo, la nueva dirección de la entidad decidió abortar estos planes y solicitó al Banco de España permiso para seguir ella sola, y sin integrarse con otra caja de ahorros.

### Caja3
En junio de 2010, acordó crear un Sistema Institucional de Protección (SIP) con Caja Círculo y Caja de Badajoz llamado Caja3, y que empezó a operar el 1 de enero de 2011.
El 25 de julio de 2013, Ibercaja Banco adquirió el 100% de Caja3 arrancando así la segunda fase de la integración en la que convivieron transitoriamente las dos entidades. Ibercaja Banco quedó participado en un 87,8% por la caja de ahorros fundadora y en un 12,2% por las tres cajas accionistas de Caja3, entre ellas Caja Inmaculada (con un 4,85%). Dicha integración culminó el 1 de octubre de 2014 con la fusión por absorción de Caja3 por Ibercaja Banco.
Antes de la adquisición de Caja3 por Ibercaja Banco, Caja Inmaculada tenía el 39,75% del accionariado de Caja3 aunque, inicialmente, poseía el 41,25%.

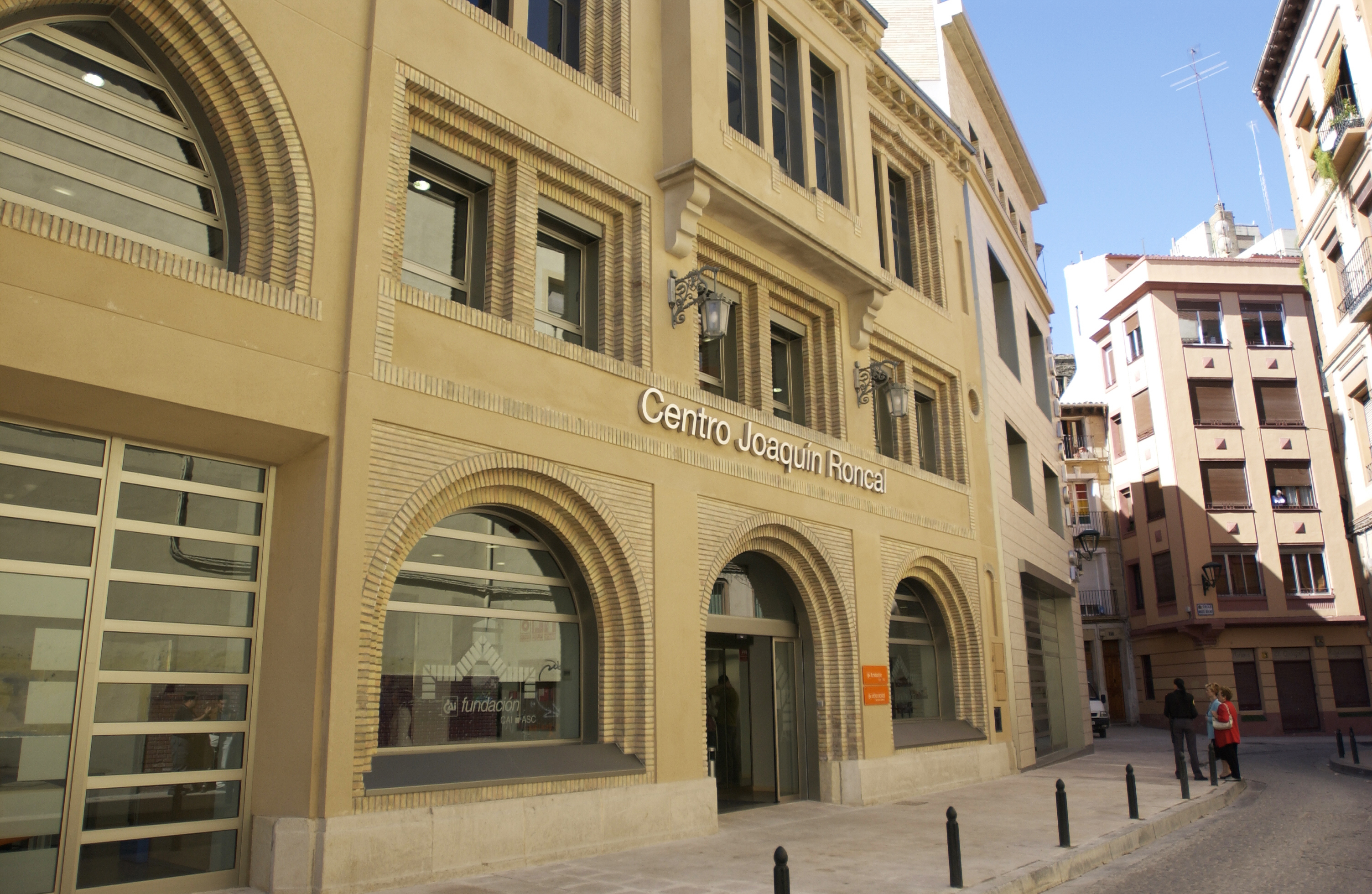
Centro Joaquín Roncal CAI. Actual sede social de Fundación Caja Inmaculada en Zaragoza

Tras la adquisición de Caja3 por Ibercaja Banco, la imagen corporativa del grupo Ibercaja se añadió a las oficinas de Caja Inmaculada (CAI). Varios años más tarde, se unificó la imagen de todas las oficinas con la marca "Ibercaja".

### Transformación en fundación
El 12 de diciembre de 2013, la Asamblea General de Caja Inmaculada aprobó la transformación de la entidad en una fundación de carácter especial, de acuerdo al Real Decreto 11/2010 de Órganos de Gobierno y otros aspectos del Régimen Jurídico de las cajas de ahorros. Si bien la transformación implicó un cambio de la forma jurídica y de denominación, la operación garantizaba el mantenimiento de la personalidad jurídica y patrimonio de la entidad, así como la continuidad de su espíritu fundacional y señas de identidad. La transformación supuso una simplificación organizativa mediante la adopción de una estructura de gobierno más sencilla, ya que se regiría por un patronato. El 26 de febrero de 2014, fue dada de baja en el Registro de Entidades del Banco de España. Tras la entrada en vigor de la Ley 26/2013, de 27 de diciembre, de cajas de ahorros y fundaciones bancarias, la fundación tenía que transformarse en fundación ordinaria antes del 28 de junio de 2014, como así fue.
El proceso de transformación culminó en septiembre de 2019 con una operación de fusión con la Fundación CAI-ASC, también ordinaria, con la que presentaba numerosos objetivos y vínculos en común, entre ellos su origen fundacional: Acción Social Católica. Esta operación de fusión se produjo mediante la absorción de Fundación CAI-ASC por parte de Fundación CAI, quien adquirió por sucesión universal la posición jurídica y, con ello, la totalidad de los derechos y obligaciones que formaban parte de la fundación absorbida.
Fundación Caja Inmaculada desarrolla sus actividades en Aragón y se encuentra sujeta a la supervisión ejercida por el protectorado de fundaciones de esta comunidad autónoma. Su finalidad es crear, fomentar y sostener obras sociales, especialmente para favorecer la asistencia e inclusión social de personas vulnerables o en riesgo de exclusión, así como impulsar el desarrollo económico, social y cultural de Aragón.

## Obra social
En 2017, se esperaba que el presupuesto que Ibercaja Banco destinara al mantenimiento de la Obra Social de las fundaciones accionistas del mismo (entre ellas, Fundación Caja Inmaculada) superara los 30 millones de euros.

## La CAI y el deporte
Entre los múltiples planes de su obra social, la Caja de Ahorros de la Inmaculada ha estado íntimamente relacionada con el deporte desde hace muchos años, y fruto de esa relación, están los éxitos conseguidos por el CAI Zaragoza de baloncesto, que deslumbró en los años 80 comandado por los hermanos Arcega.
Durante la primera década del presente siglo XXI, la CAI se decidió a apostar de nuevo por el deporte, en el que ya mantenía a numerosos equipos deportivos de la ciudad de Zaragoza, como el CAI Club Ciclista, el CAI Voleibol Universidad, el Peñas CAI de baloncesto, o el CAI Balonmano Aragón, entre otros. Además, realiza numerosas aportaciones económicas para patrocinar eventos deportivos como el Trofeo Conchita Martínez de tenis.
Patrocinó desde 2003 hasta la temporada 2011-12 al Club Deportivo Básico Balonmano Aragón (CAI Balonmano Aragón), que milita en la Liga ASOBAL, al equipo de fútbol Sociedad Deportiva Huesca desde la temporada 2010-11 hasta la 2012-13, al Basket Zaragoza 2002 desde 2002 hasta la temporada 2015-16 así como al Club Voleibol Teruel desde 2004 hasta la temporada 2015-16.

## Causas judiciales
En junio de 2013, el ex director general de Caja Inmaculada (CAI) entre noviembre de 2005 y diciembre de 2009, Tomás García Montes fue imputado por un delito de apropiación indebida durante su gestión en la entidad. También fue imputado el abogado y empresario Ramón Marrero. El responsable de CAI Inmuebles para la zona centro y sur de España, Javier Alfaro fue llamado a declarar en calidad de querellado.
En marzo de 2017, la Audiencia Provincial de Zaragoza condenó a cuatro años de prisión a dichas personas como autoras de un delito continuado de apropiación indebida agravada. A las penas de cárcel se sumó el pago de indemnizaciones cercanas a los siete millones de euros.
En julio de 2018, el Tribunal Supremo les absolvió de dicha condena.